# Pachycerina seticornis
Pachycerina seticornis is een vliegensoort uit de familie van de Lauxaniidae. De wetenschappelijke naam van de soort is voor het eerst geldig gepubliceerd in 1820 door Carl Fredrik Fallén.